# Detre László (csillagász)
Detre László (1934-ig Dunst László) (Szombathely, 1906. április 19. – Budapest, 1974. október 15.) magyar csillagász.

## Életpályája
Középiskolai tanulmányait a szombathelyi Premontrei Gimnáziumban végezte, majd a budapesti Pázmány Péter Tudományegyetemen matematikát és fizikát tanult, aztán 1927-től a berlini Friedrich Wilhelms Egyetemen folytatta, majd fejezte be tanulmányait. Itt olyan neves oktatói voltak, mint Albert Einstein, Max Planck és Paul Guthnick. Doktori értekezését a csillagok térbeli eloszlásáról írta. Fő kutatási témája az RR Lyrae változócsillagok vizsgálata volt. 1943-tól haláláig a Svábhegyi Csillagvizsgáló igazgatója, 1964-től az ELTE Csillagászati Tanszékének professzora is volt. A Magyar Tudományos Akadémia tagja (levelező 1946. júl. 24., tanácskozó 1949. okt.
31., levelező 1955. máj. 28., rendes 1973. máj. 11.). 1974. október 15-én hunyt el Budapesten.

## Díjai, elismerései
1970-ben megkapta a Magyar Népköztársaság Állami Díját (I. fokozat) a változó csillagok vizsgálatában az elmúlt négy évtizedben elért eredményeiért.

## Családja
Édesapja: dr. Dunst János (1872–1908) Szombathely város tanácsnoka
Édesanyja: Beczkai Gizella
Felesége, Balázs Júlia szintén nemzetközi hírű csillagász volt. Legidősebb fia Detre Csaba geológus, leánya Detre Villő belsőépítész, ikergyermekei: Detre Szabolcs és Detre Zsolt az 1980-as moszkvai olimpián, Tallinnban bronzérmesek lettek vitorlázásban, egyik unokája Detre Diána kétszeres olimpikon szörfös. A csillagászati vonalat végül unokája vitte tovább, Detre Örs Hunor. 2008 óta a heidelbergi Max Planck Institute of Astronomy munkatársa. Korábban az MTA Csillagászati és Földtudományi Kutatóközpont Konkoly-Thege Miklós Csillagászati Intézetnél dolgozott.

## Emlékezete
- Az 1538 Detre nevű kisbolygót nevezték el róla.[2]
- Nevét az Eötvös Loránd Matematikai és Fizikai Társaság Detre László-díja is őrzi.[3]

## Művei
- Uber die Raumliche Verteilung der Sterne, Comm. Konkoly Obs. No. 1., 1929
- Üzenetek a világűrből – kozmikus hatások a Földön (1939)
- Das System WZ Cephei, Comm. Konkoly Obs. No. 10, 1940
- Az intersztelláris anyagok fénygyengítése. Matematikai és Fizikai Lapok, 49. 1-6. 187. 1942
- Untersuschungen über die Perioden- und Lichtkurvenänderungen von kurzperiodischen Delta Cephei-Sternen III - Die Perioden von RR Lyrae, Comm. Konkoly Obs. No. 17, 1943
- Photoelectric Observations of the 1950 Eclipse of Zeta Aurigae, Comm. Konkoly Obs. No. 29, 1951
- Period Changes of Variables and Evolutionary Paths in the Hertzsprung-Russell Diagram. In: The Position of Variable Stars in the Hertzsprung-Russell Diagram. Remeis-Sternwarte zu Bamberg, Bamberg, pp. 184-194. 1965
- Cyclic Amplitude Variations of RU Cam, IBVS, No. 152, 1966